# Jacek Hołówka
Jacek Antoni Hołówka (ur. 1943 we Lwowie) – polski filozof i etyk, profesor nauk humanistycznych, nauczyciel akademicki Uniwersytetu Warszawskiego i innych uczelni.

## Życiorys
Studiował filozofię i anglistykę na Uniwersytecie Warszawskim oraz socjologię medycyny na Uniwersytecie Stanowym w Ohio, wykładał na amerykańskich wyższych uczelniach. Został kierownikiem Zakładu Filozofii Analitycznej w Instytucie Filozofii Uniwersytetu Warszawskiego oraz redaktorem naczelnym kwartalnika „Przegląd Filozoficzny”. Wszedł w skład Komitetu Nauk Filozoficznych Polskiej Akademii Nauk i Komitetu Etyki w Nauce PAN. Członek Collegium Invisibile.
W 2002 został profesorem nauk humanistycznych. Był profesorem nadzwyczajnym Uniwersytetu Warszawskiego.
Pod jego kierunkiem stopień naukowy doktora uzyskali, m.in.: Paweł Łuków (1994), Marcin Miłkowski (2005), Justyna Grudzińska-Zawadowska (2006), Adriana Schetz (2006).
Autor licznych książek i publikacji o tematyce etycznej, a także przekładów dzieł filozoficznych z języka angielskiego. Zwolennik legalizacji eutanazji oraz klonowania embrionów ludzkich do celów medycznych, a także aborcji na żądanie do trzeciego miesiąca ciąży.

## Publikacje
- Relatywizm etyczny, Warszawa 1981
- Problemy moralne w literaturze pięknej – podręcznik do etyki, Warszawa 1994
- Wybrane problemy moralne współczesności – podręcznik do etyki, Warszawa 1999
- Etyka w działaniu, Warszawa 2001